# Райони Еритреї
Адміністративно Еритрея поділяється на 6 зоб (регіонів), кожен і яких складається із районів та окремих міст, прирівняних до району.

## Ансеба
Райони:
- Аді-Теклезан — Аді Теклезан
- Асмат — Асмат
- Гелеб — Гелеб
- Елаберед — Елаберед
- Керкебет — Керкебет
- Села — Села
- Хаберо — Хаберо
- Хагаз — Хагаз
- Халхал — Халхал
- Хамелмало — Хамелмало

Міста:
- Керен

## Гаш-Барка
Райони:
- Верхній Гаш — Авгаро
- Гогне — Гогне
- Голудж — Голудж
- Дге — Могорайв
- Лого-Ансеба — Мекерка
- Моголо — Моголо
- Молкі — Молкі
- Тессеней — Тессеней
- Форто — Форто
- Хайкота — Хайкота
- Шамбуко — Шамбуко

Міста:
- Акурдет
- Баренту

## Дебуб
Райони:
- Аді-Квала — Аді-Квала
- Аді-Кеїх — Аді-Кеїх
- Ареза — Ареза
- Дбарва — Дбарва
- Декемхаре — Декемхаре
- Емні-Хаїлі — Емні-Хаїлі
- Маї-Аїні — Маї-Аїні
- Маї-Мне — Маї-Мне
- Мендефера — Мендефера
- Сегенеїті — Сегенеїті
- Сенафе — Сенафе
- Церона — Церона

## Дебуб-Кей-Бахрі
Райони:
- Ареета — Тійо
- Південний Дебуб-Кей-Бахрі — Ассаб
- Центральний Дебуб-Кей-Бахрі — Еді

Міста:
- Ассаб

## Маекел
Райони:
- Берік — Берік
- Гала-Нефі — Гала-Нефі
- Середжака — Середжака

Міста:
- Південно-Західна Асмара — Асмара
- Південно-Східна Асмара — Асмара
- Північно-Західна Асмара — Асмара
- Північно-Східна Асмара — Асмара

## Семіен-Кей-Бахрі
Райони:
- Адоба — Адоба
- Афабет — Афабет
- Гелаело — Гелаело
- Гіндае — Гіндае
- Дахлак — Джимхіл
- Карура — Карура
- Массава — Массава
- Накфа — Накфа
- Форо — Форо
- Шееб — Шееб